# Duomo di Carrara
L'Insigne Collegiata - Abbazia Mitrata di Sant'Andrea Apostolo è il principale luogo di culto cattolico della città di Carrara, in provincia di Massa e Carrara, nel territorio della diocesi di Massa Carrara-Pontremoli.

## Storia
L'insigne collegiata, dedicata a sant'Andrea, (in alcuni testi si trova anche santa Maria, come è il nome della vicina strada e anche quello dell'antica cattedrale di Luni) risale al secolo XI. Dell'antica Ecclesia Sancti Andree de Carraria, menzionata già nel 1035, l'unica testimonianza rimastaci è un bassorilievo erratico. Il primo ampliamento, probabilmente connesso con l'elevazione a pieve battesimale nel 1093, è ben identificabile nell'edificio attuale.
Il primo ordine della facciata e il fianco fino a poco oltre il portale laterale di San Giovanni, caratterizzati da paramento bicromo includente tarsie marmoree geometriche, sono infatti databili entro la prima metà del XII secolo per la presenza di numerosi richiami neo-antichi nei capitelli e nell'architrave che riconducono a stilemi pisani diffusi anche in Liguria e per la strettissima affinità del portale laterale con quello del duomo di Genova realizzato entro il 1142. La facciata, sia per quanto riguarda gli archetti rampanti sia per i particolari dell'ornato scultoreo, somiglia molto a quella della chiesa di Santa Caterina d'Alessandria a Pisa (terminata nel 1326), dove lavorarono gli scultori Andrea e Nino Pisano. Anche il riquadro che racchiude il rosone è coevo.
Le sculture del portale maggiore e dei capitelli delle prime tre campate dell'interno sono state riconosciute ad una maestranza parmense, in particolare al grande maestro contemporaneo di Wiligelmo che lavorò all'interno del duomo di Parma. A conferma della datazione precoce di questa prima fase costruttiva sono state segnalate le consonanze con le decorazioni di alcune chiese della Corsica edificate entro il secondo decennio del XII secolo, il che non stupisce se si considera che l'isola era dominata all'epoca dagli Obertenghi, marchesi della Liguria orientale e in particolare dal ramo Massa-Corsica della casata.
Nel 1151 la chiesa passò sotto la giurisdizione dei Canonici regolari di San Frediano di Lucca, ottenendo dai vescovi della diocesi di Luni una larga autonomia sulla cittadina (pur continuando a far parte della stessa diocesi), e nella seconda fase costruttiva, già molto avanzata nel 1235 quando è documentata l'esistenza dell'abside, sono riconoscibili forti tangenze con l'architettura lucchese coeva. Nella prosecuzione del fianco non più bicromo, nei capitelli corinzi e compositi dell'interno, nelle monofore archiacute decorate nello sguancio con motivi foliacei, figure umane e animali è infatti individuabile il recupero di forme e decorazioni classiche e paleocristiane evidentemente desunto da Lucca, anche se qui tradotto con accenti più marcatamente lombardo. Sulla mostra esterna della finestra centrale dell'abside si vede una figura umana scolpita che regge un cartiglio con la scritta "Andreas opus": si tratta probabilmente di un autoritratto del maestro Andrea che sovrintese i lavori.
Dopo una causa davanti alla Rota Romana la diocesi di Luni riottenne  la piena giurisdizione su Carrara nel 1768 e due anni dopo il vescovo Lomellini allontanò dal Duomo i canonici Lateranensi (eredi di quelli di San Frediano).

## Descrizione

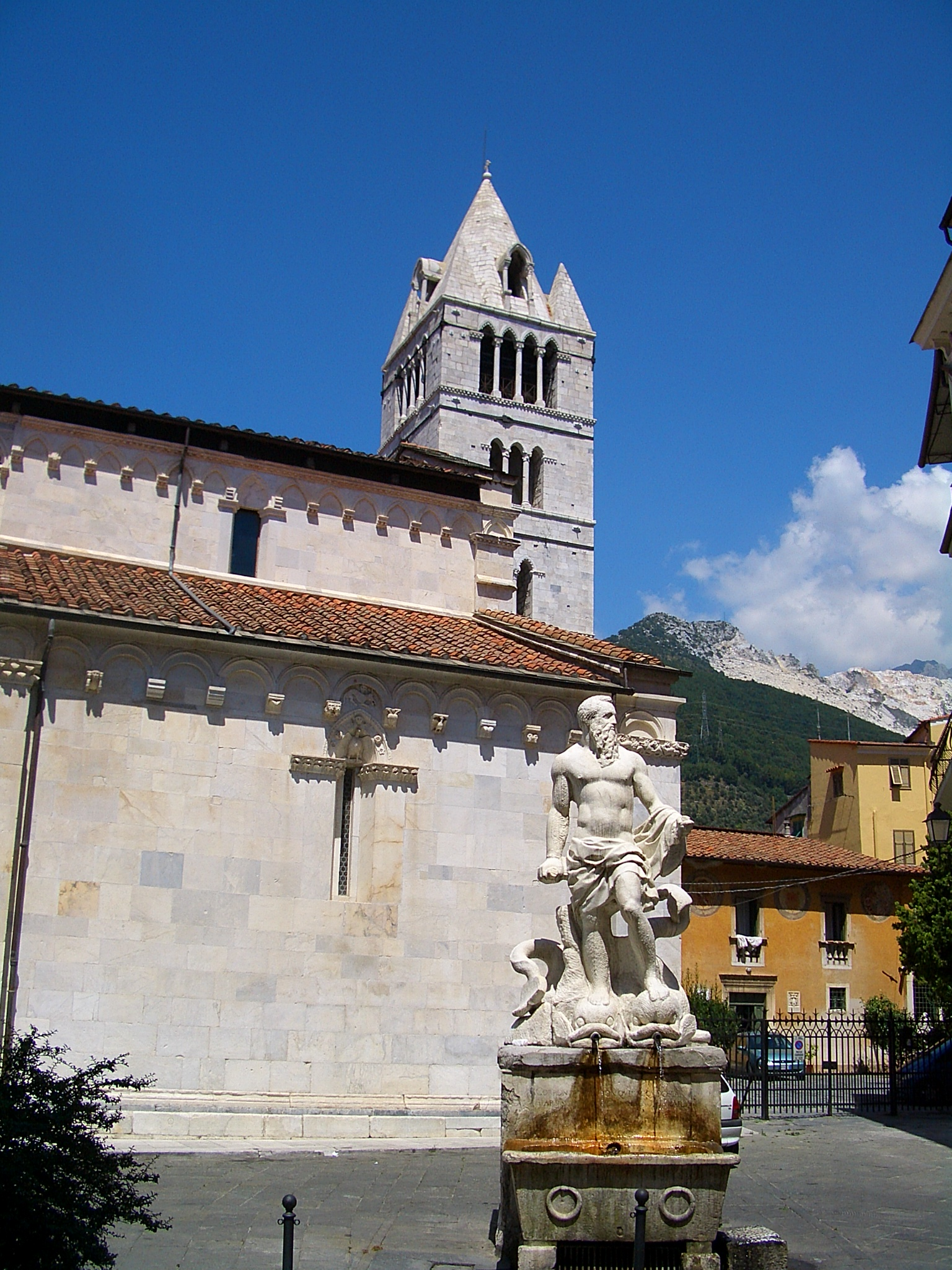
Il Gigante e la zona absidale del Duomo

La collegiata fu costruita utilizzando il marmo come "cassaforma a perdere" (contenente muratura informe di pietra) con superficie in vista lavorata a scalpello (seguendo la tecnica romana continuata poi nel romanico) e fu in seguito rimaneggiato ed ampliato con elementi di stile gotico. La primitiva chiesa romanica fu infatti allungata, in epoca tardo medievale, dal lato dell'abside.
La pianta è rettangolare con tre navate e abside semicircolare. La facciata, realizzata nella seconda metà del Trecento, è caratterizzata da una bicromia (fasce di marmo bianco lunense e nero di Colonnata) tipica delle chiese pisane. Il portale principale della facciata è incorniciato da un archivolto decorato da raffigurazioni tratte dai bestiari, ed è sormontato da un grande ed elegante rosone gotico composto da colonnine radiali, una diversa dall'altra, che partono dal mozzo della ruota architettonica.

### Torre campanaria
La torre campanaria, separata dalla chiesa, è alta 33 metri e fu realizzata, nel Trecento, sopra un preesistente torrione. 
Essa ha l'aspetto di altri coevi campanili che si trovano nell'Italia nord-occidentale ed in Liguria (a Genova se ne trovano più esempi) il più prossimo dei quali presso la basilica dei Fieschi a Lavagna.

#### Campane

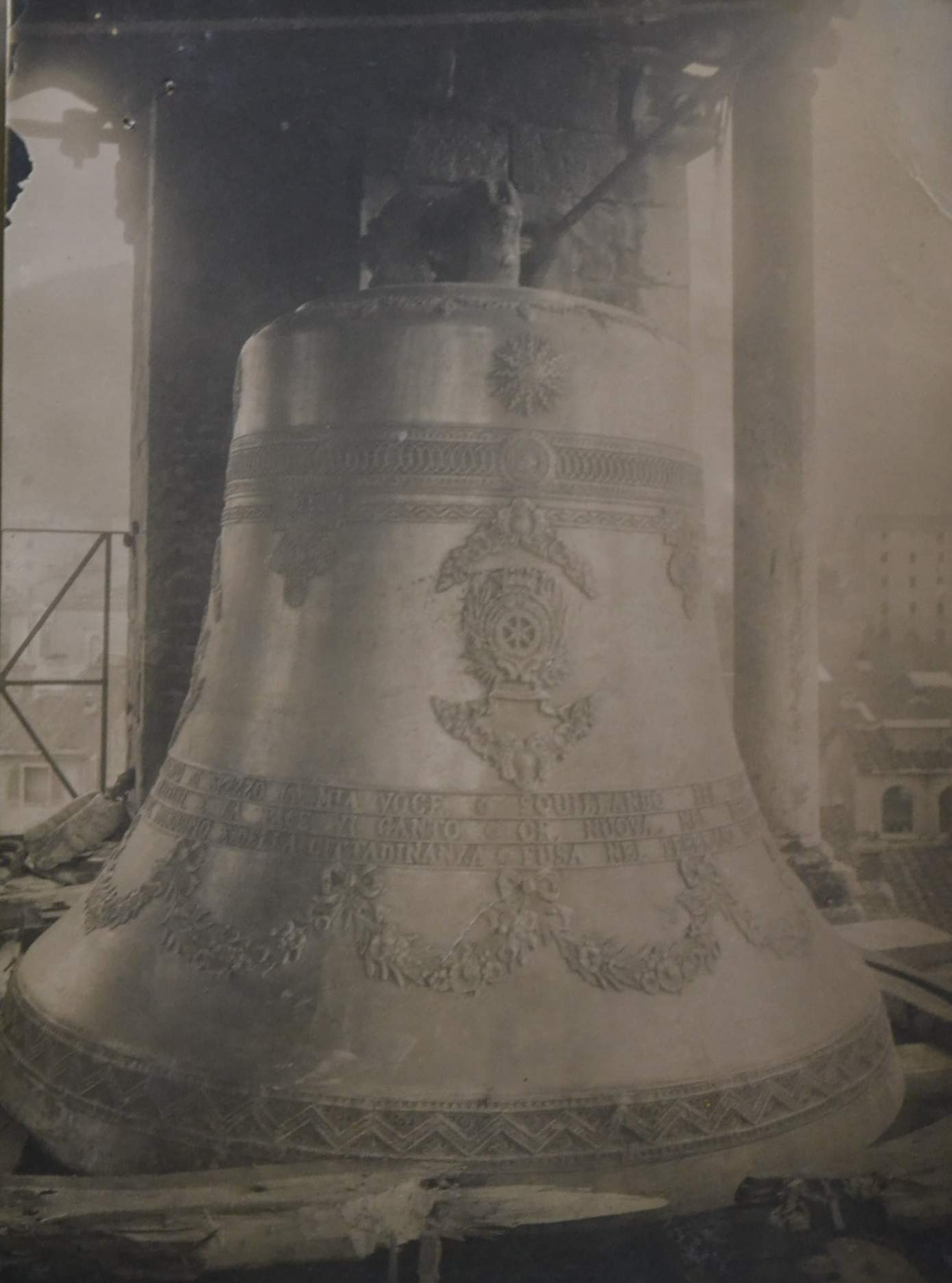
Campanone dopo la rifusione

Nel quinto livello della torre si trova la cella campanaria che ospita il “castello” con il concerto costituito da quattro campane. 
La prima per dimensioni è detta comunemente "Campanone". Ha un diametro alla bocca di 1,87 m per un peso di 1,74 t rendendola di fatto la campana più grande per peso e dimensioni della provincia di Massa Carrara e della diocesi di Massa Carrara - Pontremoli.
Il "Campanone" venne fuso nel 1888 dalla ditta Giuseppe Mazzola di Valduggia (Torino); originariamente portava incisa l'iscrizione: “Abbattendo la tirannide questo bronzo squillante al popolo annunziò la libertà e delle vinte pugne la novella auspice Vittorio Emanuele e Garibaldi”. La sua nota è Do3 crescente.
Il 4 novembre 1918, in occasione della Vittoria al termine del primo conflitto mondiale, suonato con irresistibile foga e molto poca esperienza dai popolani fu irrimediabilmente incrinato. Dopo numerosi tentativi di ripararlo, si rese necessario procedere ad una nuova fusione.
Nel 1922 venne calato dalla torre e trasportato alla Fonderia di Valduggia. Dopo pochi mesi venne ricollocato al proprio posto tramite un'apertura ricavata dalla rimozione delle colonne della cella campanaria. Da allora reca l'iscrizione dettata dalla poetessa carrarese Cecilia Caro allora quindicenne: “Squillando pei cieli infiniti il Cantico dei Cantici, la Vittoria d'Italia prigione contro il bronzo si spezzò la mia voce. Or, nuova, nel bronzo rifuso la morte e la vita, e i sacri misteri e il vincolo santo fratelli, e la pace vi canto. Fusa nel febbraio 1923 da Roberto Mazzola di Valduggia per cura della Fabbriceria del Duomo di Carrara, con il concorso del Municipio e della Cittadinanza”.
Sulla campana è forgiato lo stemma della città di Carrara con la corona marchionale mentre nella parte opposta è raffigurata la Santissima Trinità. Perpendicolarmente a questa è posta l’effige della Madonna Assunta in gloria di Angeli e quella di S. Andrea Apostolo titolare dell’Abbazia. In alto è posto il monogramma eucaristico di San Bernardino da Siena.
La seconda campana che per dimensioni e volume viene dopo il campanone venne fusa nel 1888. Ha un peso di 890 Kg per un diametro alla bocca di 1,10 m e porta l'iscrizione: “Il popolo invitiamo, a feste ed a mestizie per glorificare, della religione i martiri e per quei che fur, onorare e commemorare, possa durare finché il mondo dura”. Com’è rilevabile dalla marchiatura sul bronzo questa campana venne fusa nel 1888 dalla Premiata Fonderia Giuseppe Mazzola di Torino. Su di essa è forgiato lo stemma del Comune di Carrara incorniciato in ghirlande di alloro mentre nelle altre facce della campana sono raffigurati San Ceccardo, patrono della città e del Comune di Carrara, S. Andrea Apostolo, patrono della Collegiata e l’Annunciazione della Beata Vergine. Sul bordo della campana è riportata anche la dicitura: “Possa durare finché il mondo dura - Per cura della fabbriceria col concorso del municipio - fusa in Torino nel dicembre 1888 -  La fabbriceria, Bernarbò prof. Emilio, Mariotti prof. Francesco, Sarteschi dott. Luigi”.
La terza campana ha un diametro alla bocca di 0,95 m per 610 Kg di peso. Venne realizzata nel 1888 dalla Premiata Fonderia Giuseppe Mazzola di Torino e rifusa nel 1928 dalla Premiata Fonderia Lorenzo Lera di Lammari di Capannori in provincia di Lucca. Porta la seguente iscrizione: “E nella gioia e nel dolore rappresenterò sempre il sentimento del nostro Popolo. Anno Domini 1928”.  Su di essa sono impressi nel bronzo la Vergine Assunta, Gesù Crocifisso sostenuto da due Angeli, S. Andrea Apostolo ed un fascio littorio con l’iscrizione Anno VI dell'era fascista.
Sul bordo della campana è riportata anche la dicitura: “Per cura della Fabbriceria col concorso del Municipio - fusa in Lucca nel settembre 1928 - possa durare finché il mondo dura - Cav. Prof. Francesco Mariotti, Cav. Avv. Pier Francesco Cucchiari, Prof. Pilade Caro, Conte Enrico Lazzoni”.
La quarta Campana, la più piccola porta incisa l'iscrizione: “Laudo, voco, nunc ploro 1835 arceo, festa, decoro”.  Ha un peso di 420 kg per un diametro alla bocca di 0,72 m. Venne fusa nel 1835. Nel 1928 venne rifusa dalla Premiata Fonderia Lorenzo Lera di Capannori in provincia di Lucca mantenendo però la vecchia iscrizione con l’aggiunta sul bordo della campana della nuova dicitura: "Per cura della Fabbriceria col concorso del Comune - fusa in Lucca nel settembre 1928 - possa durare finché il mondo dura - Cav. Prof. Francesco Mariotti, Cav. Avv. Pier Francesco Cucchiari, Prof. Pilade Caro, Conte Enrico Lazzoni”.
Nel bronzo sono incise le raffigurazioni del Cristo in croce attorniato da due Cherubini oranti, della Vergine Assunta, e di un fascio littorio con l’iscrizione Anno VI dell’era fascista.
Dalle feste natalizie del 1966 le campane del Duomo sono azionate mediante motori elettrici comandati da un programmatore a tamburo della ditta Fratelli Solari di Udine sostituito nel 2002 da un computer della ditta Capanni di Castelnovo ne' Monti (RE) che ne garantisce anche l'assoluta precisione oraria tramite collegamento radio con la stazione a onde larghe del centro posto a sud-est di Francoforte sul Meno per un costante aggiornamento che avviene con una frequenza media di 180.000 volte in un giorno.

#### Orologio
In un vano subito sotto la cella campanaria, sulla sommità della torre del Duomo millenario di Carrara, chiuso da una porta a due battenti, è ancora racchiuso l’antico orologio meccanico con movimento a contrappesi. Fu Pellegrino Rossi a donare nel 1820 l’allora perfetto e complesso orologio alla cittadinanza. Il sistema, totalmente meccanico e basato sulla forza impressa dal peso di tre grandi contrappesi in marmo bianco è di origine svizzera. 

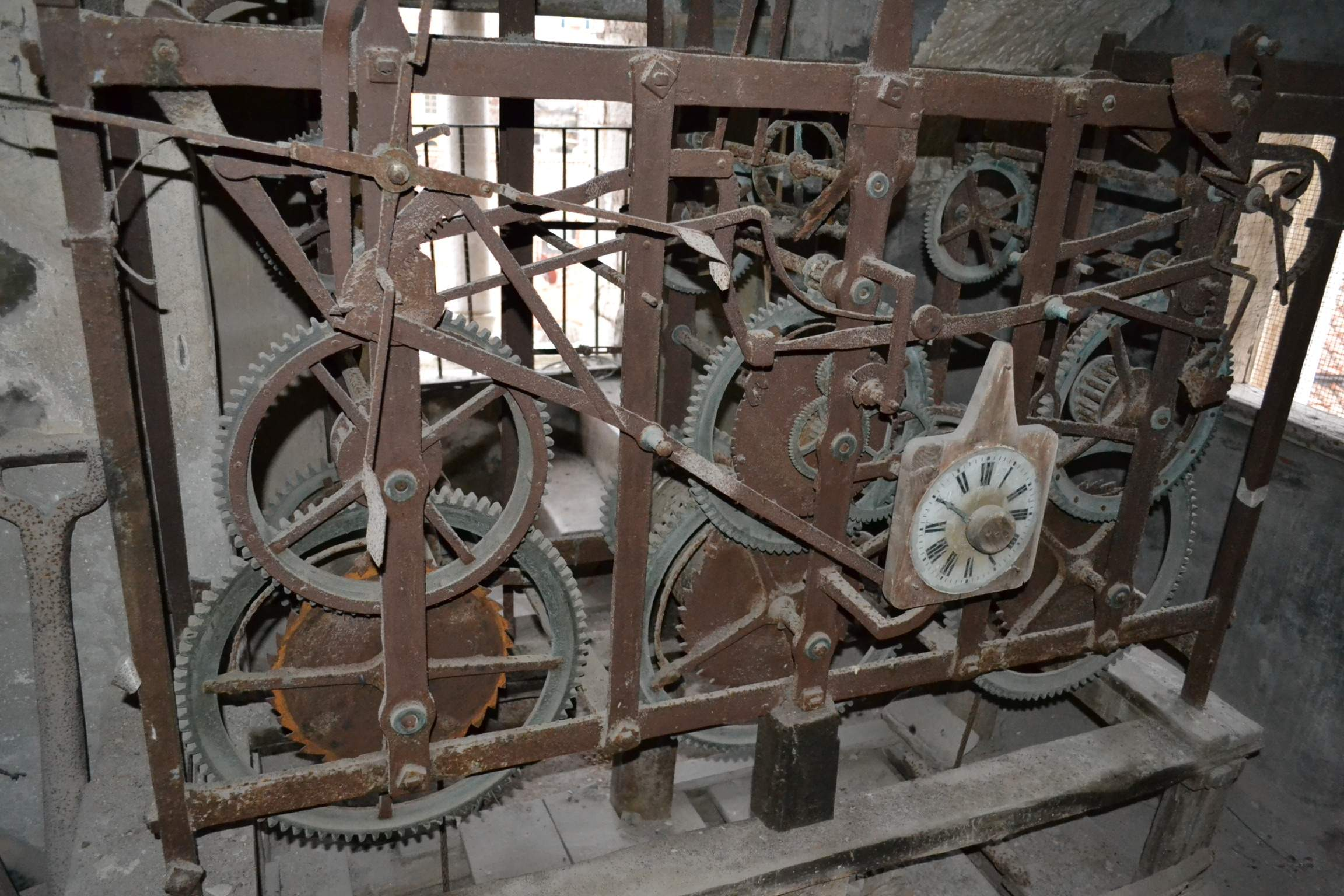
Orologio meccanico

Pellegrino Rossi portò sempre nel cuore la sua città e non dimenticò mai le proprie origini apuane al punto da donare alla sua Carrara un orologio per la torre del Duomo cittadino.
Il preciso e sofisticato complesso meccanico è costituito da una serie di ruote dentate di diverse dimensioni collegate a tre argani ai quali sono avvolti i cavi dei grandi pesi in marmo che garantivano il movimento continuo e armonico del notevole pendolo che scandiva il trascorrere del tempo. 
I tre grandi contrappesi di diverse decine di chili venivano periodicamente riportati alla sommità della torre campanaria dal tecnico addetto alla manutenzione che, tramite una manovella, riavvolgeva i cavi facendo così risalire i pesi. 
All’orologio, tramite un elaborato sistema meccanico, erano collegati i martelli percussori che battevano le ore e le mezzore sulle campane sovrastanti. Purtroppo questa parte dell’orologio è stata smontata per far posto ai motori e agli elettro-percussori necessari per l’automazione delle campane

### Interno

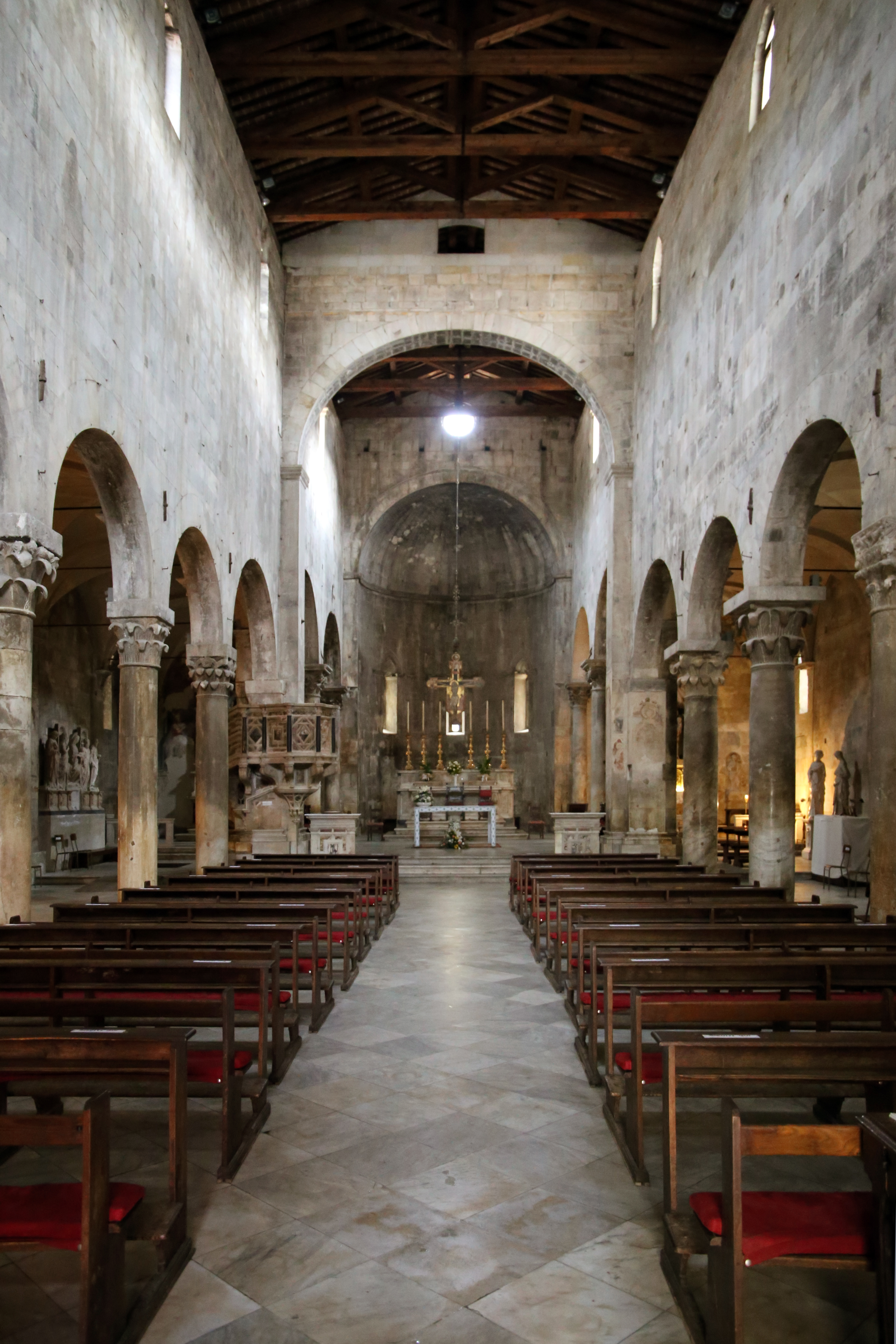
L'interno

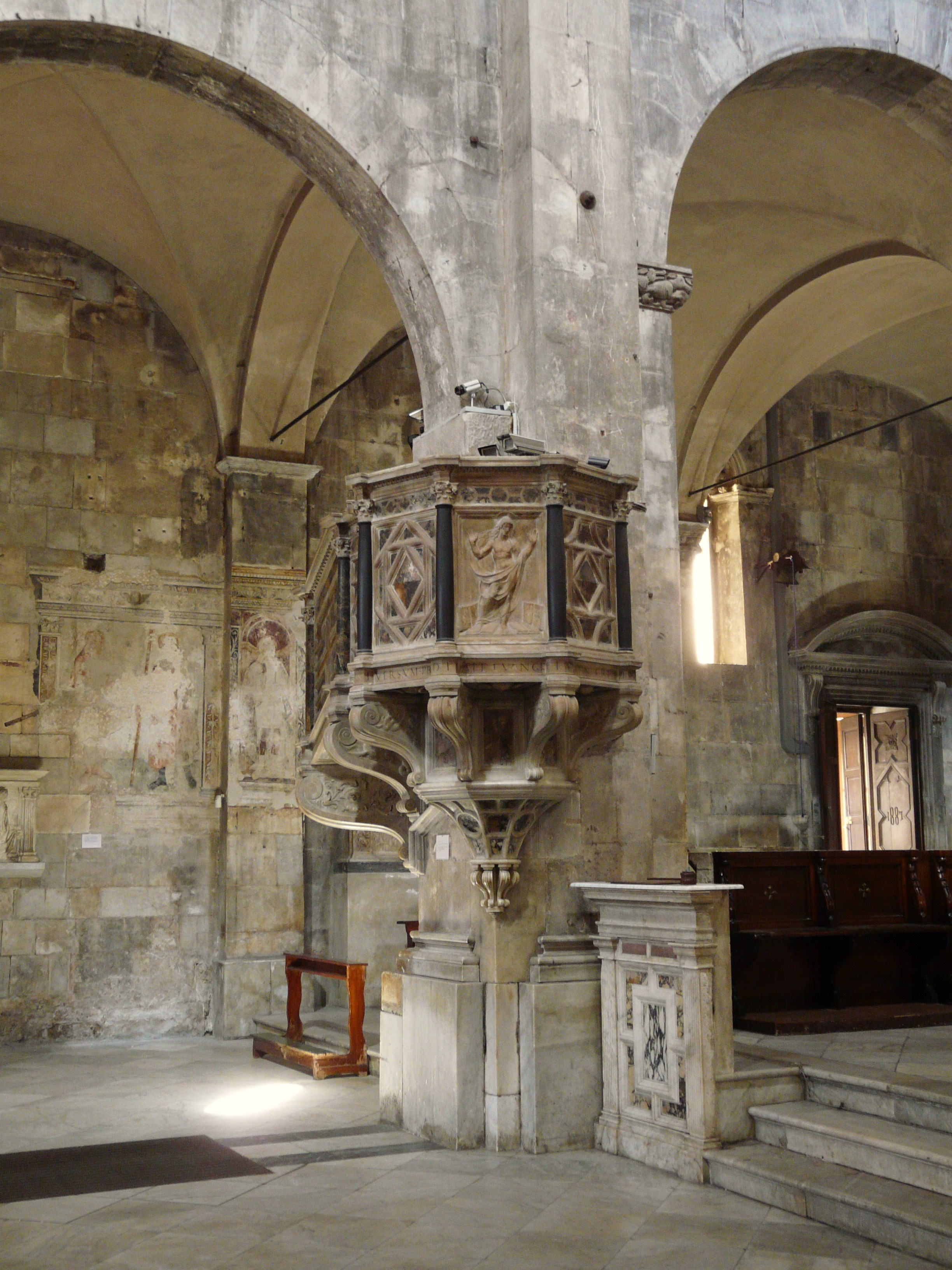
Il pulpito

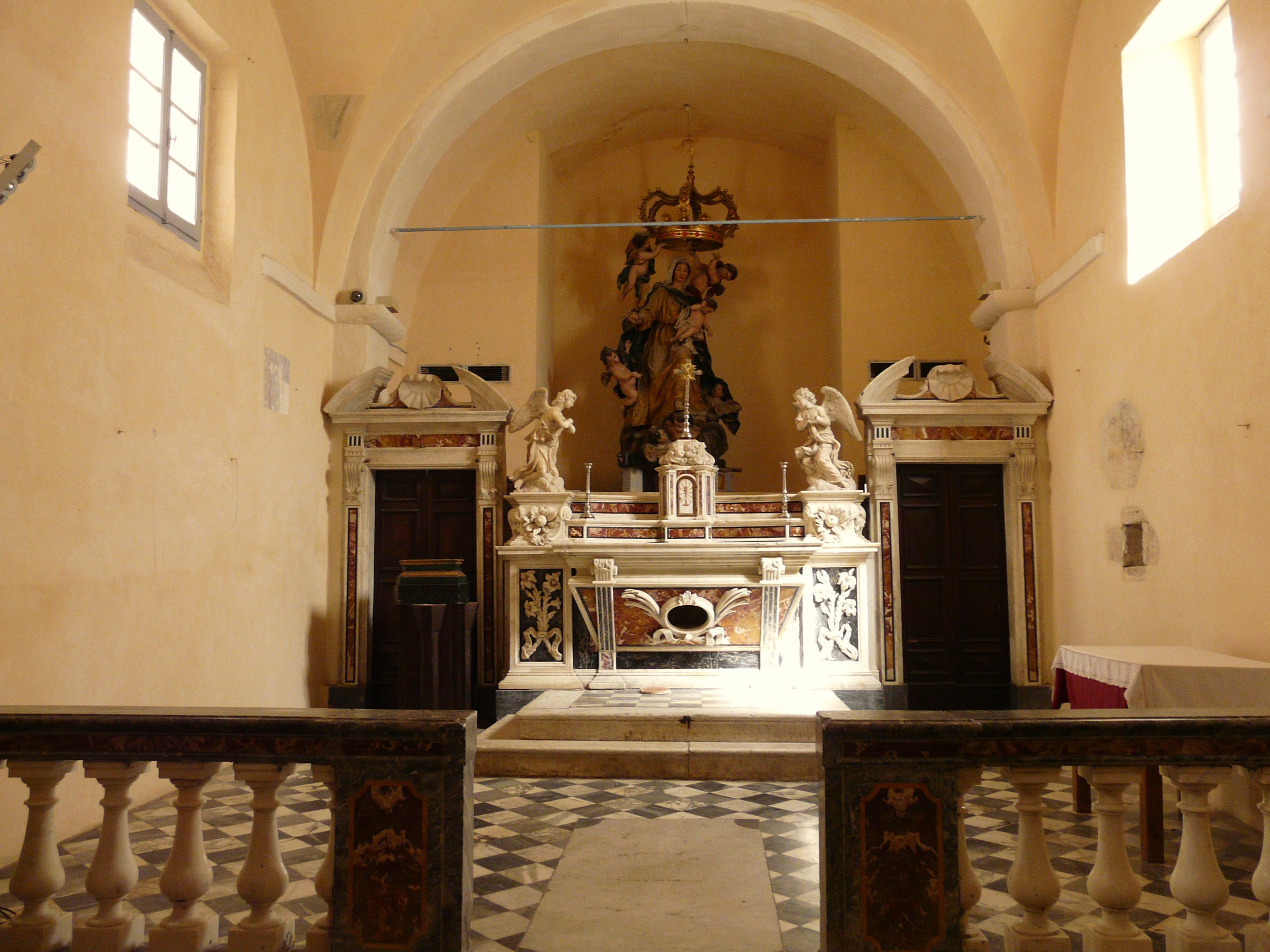
L'oratorio della Compagnia Grande

L'interno dell'abbazia mitrata è lungo tanto quanto è alto il campanile. La pianta è composta da una navata centrale, coperta da capriate lignee in vista, e da due navate laterali, coperte da volte a crociera. Il duomo è stato "restaurato", o meglio fortemente rimaneggiato, dopo la seconda guerra mondiale con l'eliminazione sia dei sontuosi altari barocchi che del soffitto a cassettoni, come pure di quanto non apparteneva all'impianto originale dell'opera.
Nella controfacciata:
- in corrispondenza della navata destra, altare di santa Lucia, con altorilievo in marmo rappresentante il Martirio dei santi Quattro Coronati, di Pietro Lazzerini (1861)
- in corrispondenza della navata sinistra, altare della Santissima Annunziata, con architettura rinascimentale e gruppo dell'Annunziata tardo seicentesco.

Nella navata destra:
- resti di affreschi del XV e XVI secolo
- altare di san Ceccardo con tela seicentesca attribuita a Luciano Borzone e rappresentante il martirio del santo, e spoglie dello stesso sotto la mensa dell'altare. San Ceccardo, vescovo di Luni, è il santo patrono della città, del Comune e del vicariato di Carrara (la solennità ricorre il 16 giugno).
- sarcofago di san Ceccardo, vuoto, probabile adattamento rinascimentale di un sarcofago lunense.
- gruppo in marmo dell'Annunciazione, noto come Le Cassanelle, tardo trecentesco, esempio di gotico cortese
- altare del Santissimo Sacramento, di Domenico del Sarto e Giovanni Battista del Mastro (1524), con statua centrale cinquecentesca di Clemente da Reggio

Nella navata sinistra:
- altare della Madonna del Popolo, regina e patrona di Carrara (si festeggia la seconda domenica di maggio nella sua incoronazione a regina del popolo carrarese, e la terza domenica di novembre come patrona della città).
- Madonna col Bambino e santi, gruppo in marmo già sull'altare maggiore, firmato da Andrea Guardi nel 1460 e commissionato da Spinetta Fregoso, raffigurato con la moglie ai piedi della Vergine
- pulpito marmoreo di Domenico del Sarto e Mastro Nicodemo, cominciato nel 1541.
- altare dell'Assunta, con statua seicentesca dell'Assunta di Francesco Moschino e affreschi.

L'altare maggiore è sovrastato da un crocifisso su tavola trecentesco, solitamente attribuito al pittore lucchese Angelo Puccinelli, e circondato da due grandi balaustre in marmo della seconda metà del XVI secolo.

### Battistero e Compagnia Grande
Nell'oratorio noto come "Compagnia grande", comprendente anche un battistero, si trovano frammenti marmorei e lapidi provenienti dall'interno del tempio, due fonti battesimali quattro-cinquecenteschi e l'altare del "riscatto", con un altorilievo di Giovanni Antonio Cybei, scultore-sacerdote settecentesco la cui sepoltura si trova ai piedi dell'altare maggiore nello stesso oratorio.
Nell'area presbiterale dell'oratorio, in fondo è la Madonna del Rosario, opera giovanile in cartapesta di Giovanni Antonio Cybei, ed ai lati sono collocate le quattordici formelle della Via Crucis in terracotta del professor Alterige Giorgi del 1960.

### Organo
In controfacciata si trova l'organo a canne Mascioni opus 847, costruito nel 1964 ed inaugurato il 24 ottobre dello stesso anno dal M° padre Alessandro Santini O.F.M. docente d'organo presso il Pontificio Istituto di Musiche Sacre e M° organista della Basilica di Sant'Antonio di Roma. Lo strumento è a trasmissione elettrica e dispone di 17 registri, per un totale di 1130 canne. La consolle è mobile indipendente, situata nella navata destra, di fianco all'altare maggiore; dispone di due tastiere di 61 note ciascuna e pedaliera concavo-radiale di 32 note; registri, le unioni, gli accoppiamenti e gli annullatori sono azionati da placchette a bilico, disposte ai lati e al di sopra dei manuali.

## Elenco degli abati
- Monsignor Duilio Toni, abate mitrato dell'Insigne Collegiata di Sant'Andrea Apostolo in Carrara, cappellano di Sua Santità, parroco dal 1946 al 1986.
- Monsignor Raffaello Piagentini, abate mitrato dell'Insigne Collegiata di Sant'Andrea Apostolo in Carrara, cappellano di Sua Santità, parroco dal 1986 al 30 settembre 2023.
- Don Piero Albanesi, abate dell'Insigne Collegiata di Sant'Andrea Apostolo in Carrara, parroco moderatore dell'unità pastorale Carrara Centro dal 1º ottobre 2023.

## Galleria d'immagini

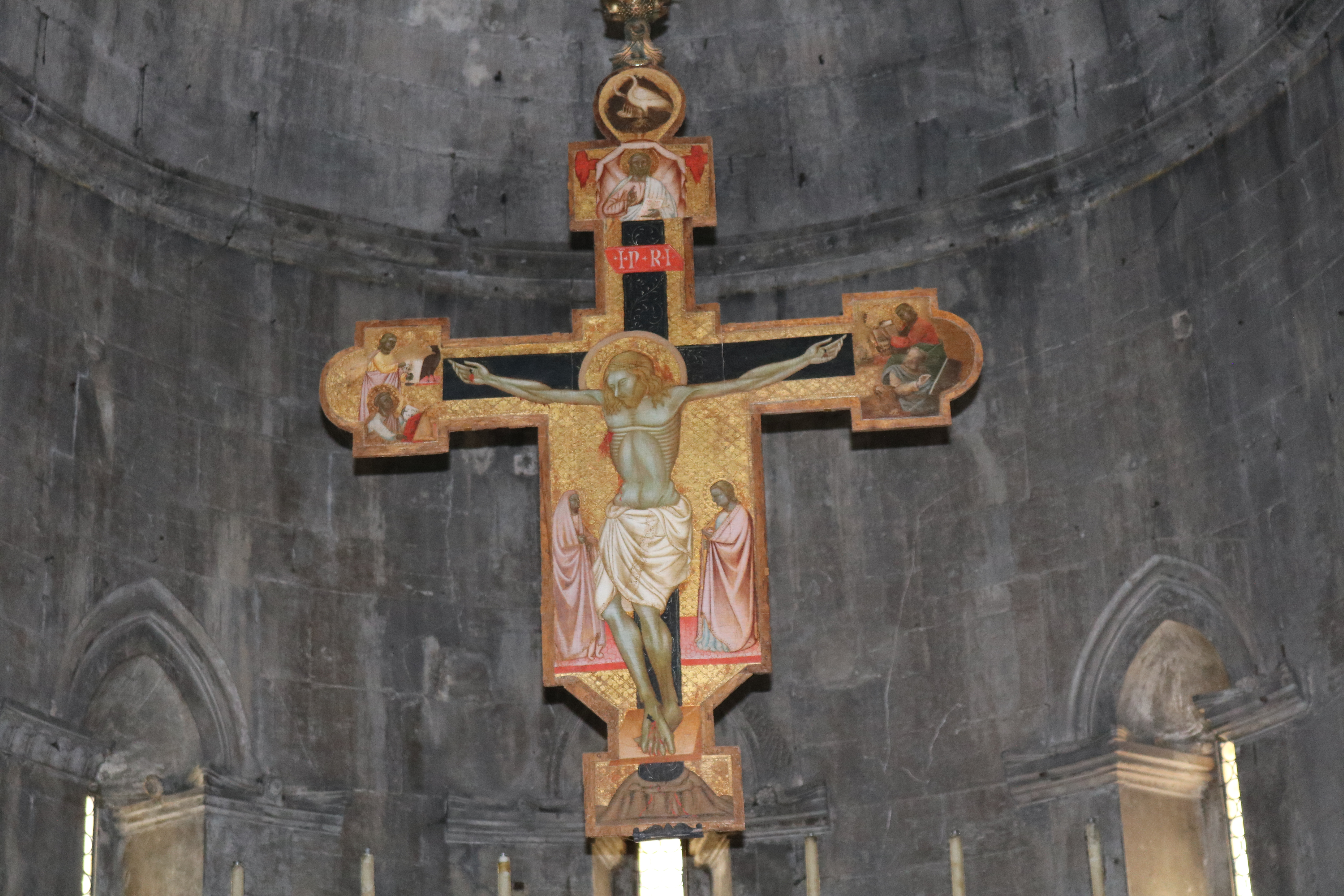
Croce dipinta del XIV secolo
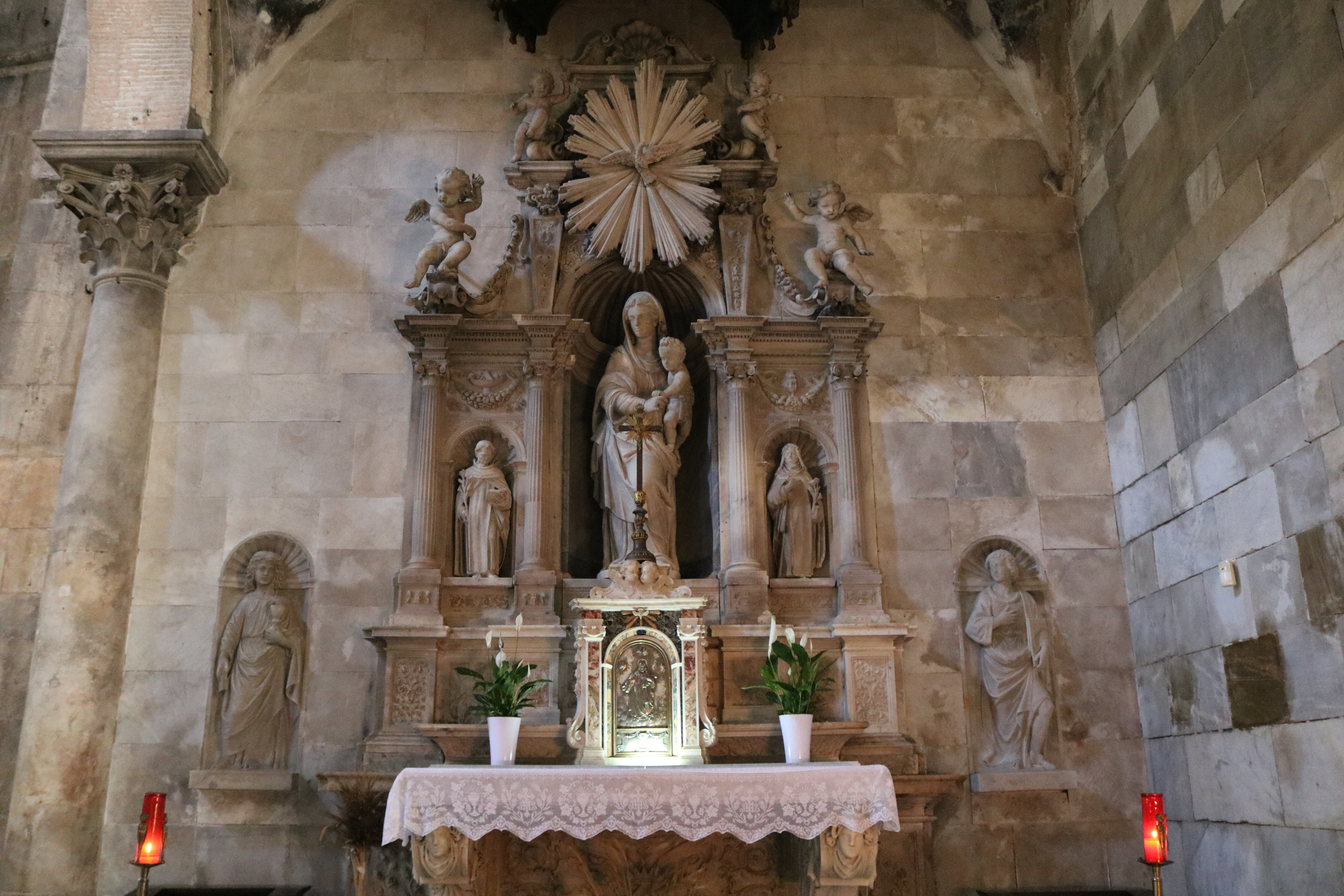
Altare del Santissimo Sacramento del XVI-XVII secolo
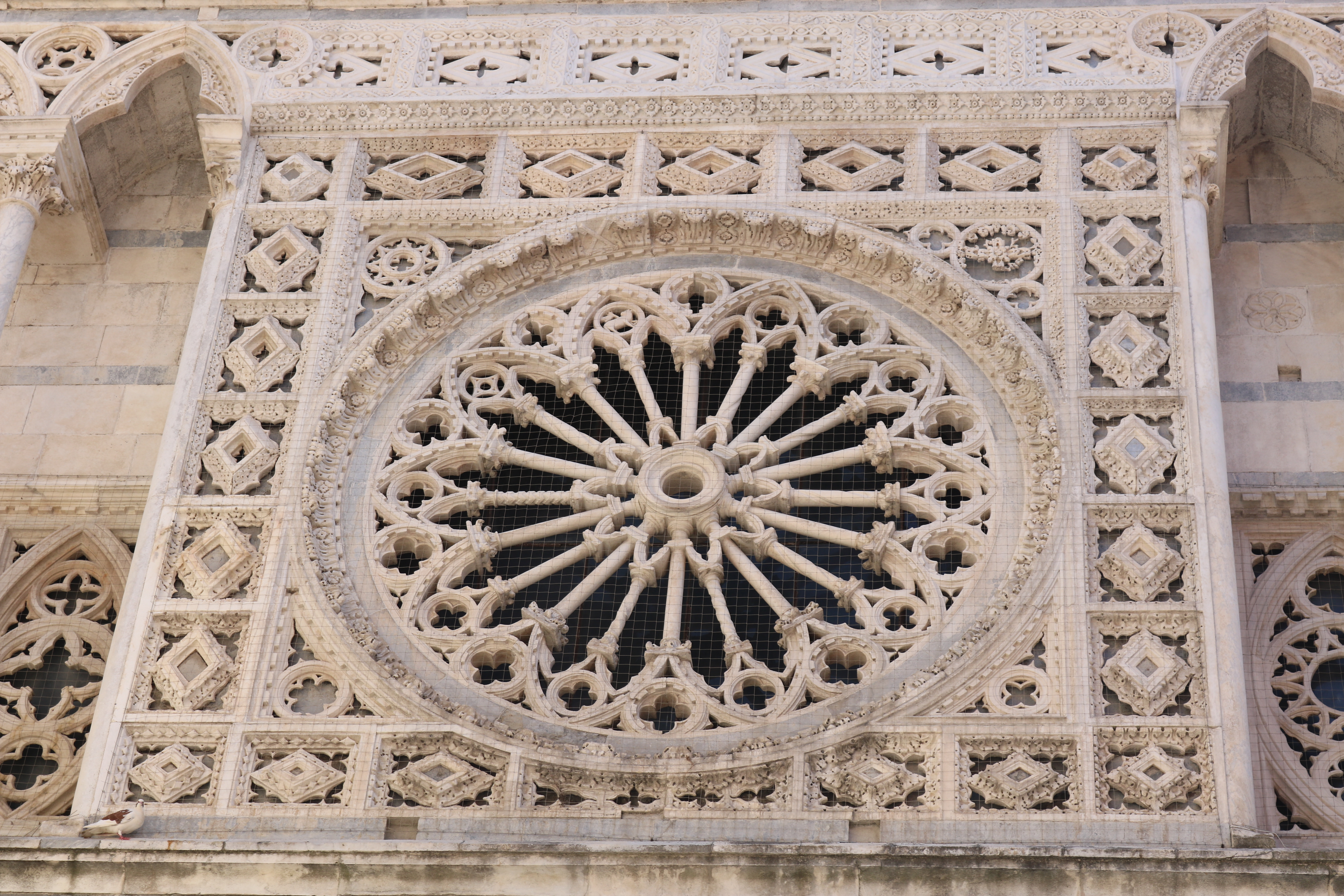
Rosone della facciata
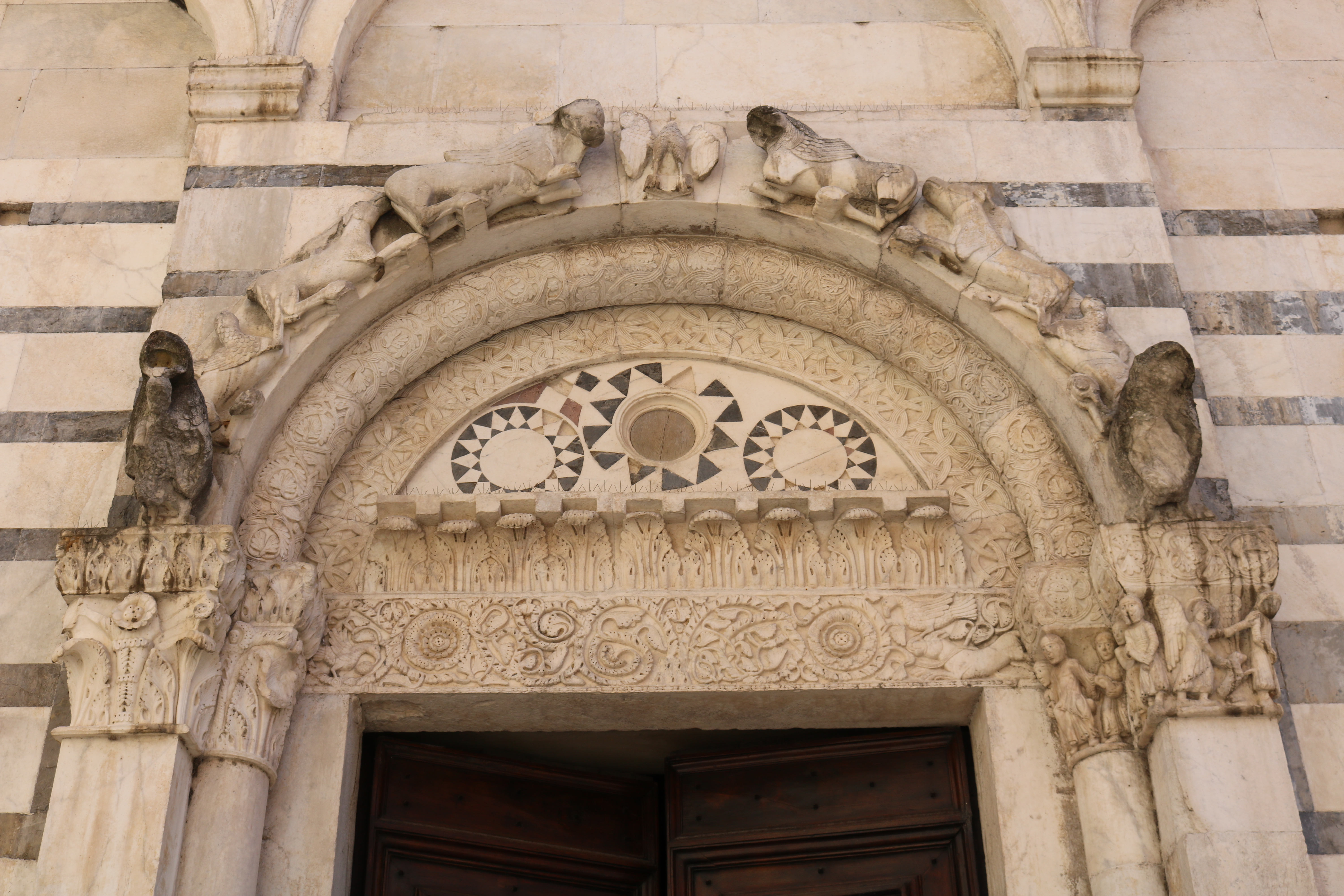
Lunetta e architrave del portale maggiore